# 无源光网络

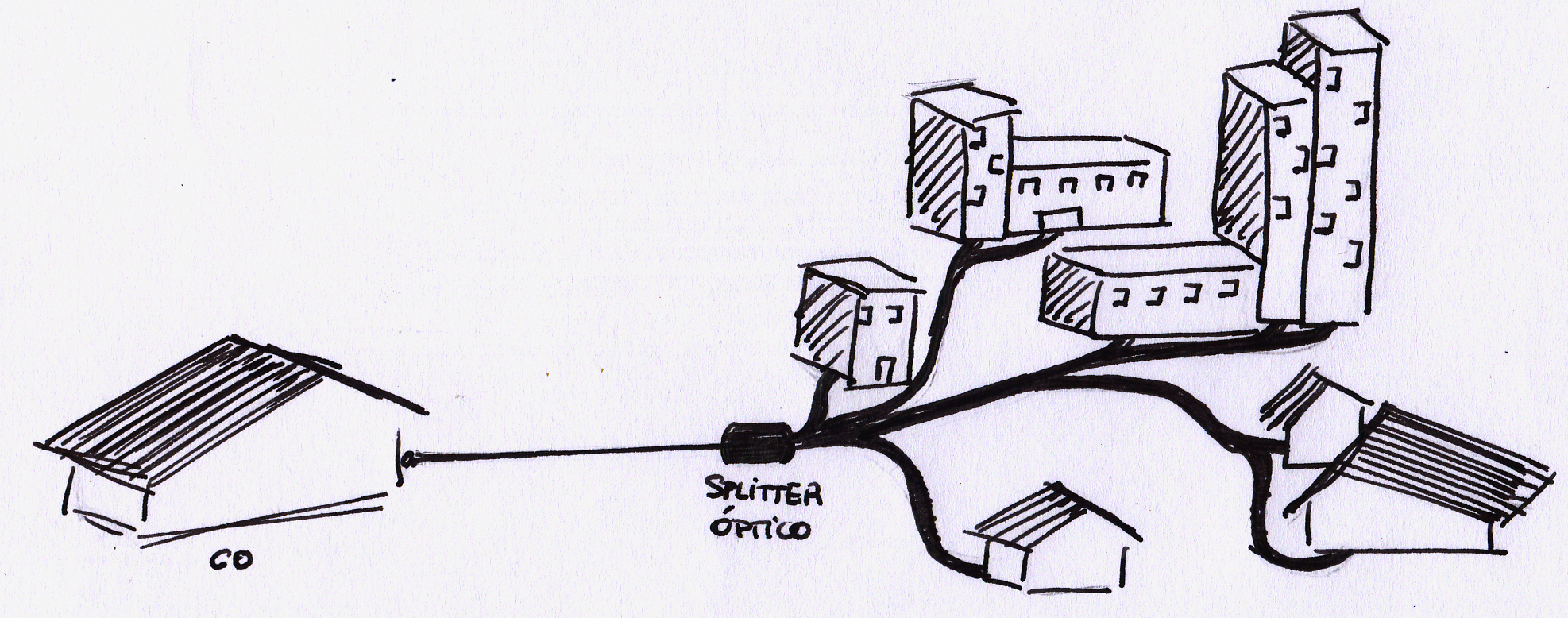
该图显示了无源光网络（PON）的物理架构

无源光纖网络（英語：Passive optical network）又稱被動式光纖網路，為光纖通訊網路的一種，其特色為不用电源就可以完成信号处理，就像家里的镜子，不需要电就能反射影像，除了终端设备需要用到电以外，其中间的节点则以精緻小巧的光纤元件构成。
以新一代网络NGN（英語：Next Generation Network）通信观念，电信网络可以粗分为核心网络与接入网络两部份。核心网络相当于传统的中继及长途线路。接入网络则有光缆环。核心网络与接入网络的功能不同，其传输形态也不同，因此PON的应用又可分为核心网络的PON及接入网络PON两大类型。前者以分波多工（WDM）为主，后者光分歧器与分波多工元件均用到。

## 标准
- ITU-T G.983
  - APON（异步传输模式PON， ATM Passive Optical Network）。这是第一种被动式光网络标准，它基于ATM，主要用于商业应用。
  - BPON（宽带PON，Broadband Passive Optical Network）这是一个基于APON的标准.这个标准增加了对WDM，动态和高速上联带宽分配，和耐久性的支持。BPON也创立了一个管理接口标准OMCI，在OLT和 ONU/ONT之间的授权混合供应商网络
- IEEE 802.3ah
  - EPON或GEPON（以太网络PON Ethernet Passive Optical Network）这是一个为使用以太网络包数据的IEEE/EFM标准。 802.3ah标准现在是IEEE 802.3标准的一部分。现在大约有一千五百万正在使用的EPON端口。2008年，中国大力发展EPON技术。据估算，截止至2008年底，中国总共有200万个EPON安装用户。
- ITU-T G.984
  - GPON（千兆PON，Gigabit Passive Optical Network）这是BPON标准的发展。GPON支持更高的速率，增强的安全性和可选择的第二层协议（ATM、GEM、Ethernet）。在2008年中旬，弗莱森电讯已经安装80万线。英国电信（British Telecom）和美国电话电报公司（AT&T ）正在进行高级试验。其它一些公司如独立光网络有限公司（Independent fiber networks LTD）正和服务提供商如See the Light合作提供更高速的GPON连接和光纤到户。
- IEEE P802.3av
  - 10G-EPON（10千兆以太网PON）是一个为达到10Gbit/s速率的IEEE专门工程，向下兼容802.3ah标准的EPON。10GigEPON将会使用分隔波长給10G和1G下行。 802.3av继续使用单独波长TDMA隔离为在10G和1G间的上行。10G-EPON也与WDM-PON兼容（依据WDM-PON的定义)。这使得使用多波长在两个方向之间变为可能。
- SCTE IPS910
  - RFoG（RFoverGlass）是一个 SCTE的接口实践分委员会标准，应用于有波长计划兼容数据PON解决方案的点对多点（P2MP）操作，例如EPON、GEPON或10GigEPON。RFoG提供了一个光纤到户PON（FTTH PON）就像不一定要选择或者部署PON的MSOs架构。

## 历史
早期工作在有效光纤到家的接口开始于20世纪九十年代。全服务接入网络（Full Service Access Network）工作小组，隶属于大的电信运营商和设备系统厂家。自从制订了两代PON的标准后，国际电信联盟（ITU）做了更多的工作。更老的ITU-T G.983标准是基于异步传输模式（ATM），这样的PON称为APON（ATM PON）。然后，最原始的APON标准被改进了。和逐渐完善的ATM协议一样，最全的最终版本为ITU-T G.983，被通常称为宽带PON（Broadband PON）。虽然APON/BPON 宣称一个很高的速率带宽，但是一个典型的APON/BPON 提供622兆比特每秒（Mbit/s）（OC-12）的下行带宽和155兆每秒的上行带宽。
ITU-T G.984（GPON）标准代表着对BPON的推动和比较，有着更高的总带宽和带宽使用效率，不同长度的包。这个标准准许比特率的一些选择，但是工业标准集合2.488千兆比特每秒（Gbit/s）的下行速率和1.244 Gbit/s的上行速率。GPON封装方法（GEM）允许非常有效率的包的用户调度。基于帧断链，从而允许为延迟敏感调度如语音和视频通信提供更高的服务质量（QoS）。
IEEE 802.3以太网PON（EPON或GEPON）标准在2004年完成，作为以太网第一英里项目的一部分，EPON使用标准的802.3以太网帧和对称的1千兆比特每秒的上行和下行速率。EPON是以数据为核心的网络的一个应用包括全业务语音，数据和视频网络。10千兆比特每秒（Gbps）的EPON（10G-EPON）现在是P802.3av的一个小组任务。
PON设备具有波长方向多工复用（WDM）的优点，使用一个波长给下行调度和另一个波长给上行调度在一个单独的无零分散漂移光纤（ITU-T G.652）。BPON、EPON、GEPON和 GPON有相同的基本波长计划，上行使用1490纳米波长和下行调度使用1310纳米波长。1550纳米是预留给随意叠加服务的，通常为RF视频。
同比特率一样，这个标准描述了一些光功率，BPON和GPON通常是28dB的小功率的，但是产品也通常宣称使用更小的功率。28dB符合20公里的32路分裂。前向纠错编码（FEC）可以为GPON系统提供另外的2-3分贝衰耗预算。随着光的改进，28分贝预算将会被增加。虽然GPON和EPON协议允许大的分配比率。（高于128用户的GPON，大于32,768用户的EPON）。在实际中大部分PON设备是以1个上联带32个或更少的用户。
一个PON设备包含一个中央办公节点，称为光链接终端（OLT），一个或多个用户节点，称为光纤网络单元（ONU）或者光纤网络终端（ONT），和一个光纤和一个称为光分布网络（ODN）的分隔器在这两个设备之间。光纤网络终端是一个ITU-T术语，而ONU是一个IEEE术语。在多用户单元中，ONT可以使用传统的以太网的双绞线、Coax MoCA，或者DSL技术来桥接用户自己的设备和独立住户单元。一个ONT是一个EPON设备和服务提供网络服务商到用户的终端接口。一些ONU提供单独的用户单元来提供服务例如电话、以太网数据或者视频。
OLT保证了PON和网络服务提供商之间的接口，这通常包括：
- IP协议（IP）调度超过千兆、10千兆或者100兆比特每秒的以太网
- 标准时间分配复用（TDM）接口，例如SONET或者SDH
- ATM UNI在155-622 Mbit/s

ONT终止PON和现在的国家服务接口到最终用户。这些服务能够提供普通老式电话服务（POTS）或者IP语音（VoIP）、数据（通常为互联网或者V.35、视频和/或遥测——TTL、ECL、RS530等等）。通常ONT的功能分割成两部分：
- ONU：终止PON和表现的融合接口– 例如xDSL、coax或者多服务以太网
- 网络终端环境（NTE），NTE提供了分离，国家网络接口指向用户。

一个PON是一个分享网络，在这些OLT发送一个单独的可以被所有ONT看到的流下行调度。每一个ONT只能读到那些对应本ONT的包的内容。加密用于防止对下行数据的偷听。

## 上行带宽分配
OLT负责分配上行带宽到ONT。因为光分布网络（ODN）是共享的，若ONT在随机时间发送数据则可能造成ONT上行传输的冲突（collide ）。由于每个ONT与OLT的距离一定，其传输延迟也一定。这就使得OLT可以测量延迟并且记录下来，然后通过PLOAM（physical layer operations and maintenance，物理层操作和维护）信息均衡延迟。
当所有的ONT延迟被确定，OLT传输就授权给独立的ONT。一个授权允许使用一个清晰间隔的时间向上行发送数据。这个授权的映射每一毫秒动态重计算的。这个映射分配带宽到所有ONT，例如每一个ONT接收时间带宽为它的服务的需要。
一些服务——例如POTS，要求实质上的固定的上行带宽，OLT可以提供一个固定的带宽分配给每一个这样的被提供服务。DS1和一些数据提供课程也许会要求固定上行比特率。但是很多数据调度，例如网上冲浪，是突发和高可变的。虽然动态带宽分配（DBA），一个PON能够度量预定的上行调度，遵守traffic engineering，概率复用概念。(下行调度能够也被过量预定的，用同样的方法任何局域网都可以被过量预定。为一个下行预定过量特性在PON中是ONT必须可以接受所有任意的包括时间和大小的下行时间缝概念。
在GPON中这是DBA的两种形式，状态报告（SR）和没有状态报告（NSR）。
在NSR DBA中，OLT继续分配一个小额额外带宽到每一个ONT。如果ONT没有发送调度，那它将会传送空闲帧通过它的过量分配。如果OLT观察一个给的ONT没有发送空闲帧，则就会增加带宽分配到这个ONT。一旦ONT突发传送，OLT观察到指定的ONT有很多的空闲帧，然后相应减少它的分配。NSR DBA有在ONT实行没有要求的优点，同时也存在OLT没有办法得知怎样最佳的分配带宽到通过几个需要更多的ONT上。
在SR DBA中，OLT选举ONT为了它们的待办事项。一个给定的ONT也许有一些所谓的地调度容器（T-CONT），每一个有它本身的优先权或者调度类。ONT报告每一个T-CONT分开到OLT。这些报告信息包含一个对数的代办事务的测量在T-CONT队列中。通过了解整个PON上每个T-CONT的服务级别许可，以及每个T-CONT的积压大小，OLT可以优化PON上的备用带宽的分配。
EPON系统使用一个DBA机构相等于GPON中的SR DBA解决方案。OLT选择ONU为它们的队列状态，并同意带宽使用MPCP GATE信息，当ONU报告它们的状态使用MPCP GATE信息

## PON的不同技术

### TDM-PON
APON/BPON和EPON/GEPON都被广泛发展了，但2008年绝大多数网络设计使用GPON或者GEPON。GPON有至少2百万个已安装端口。GEPON有将近一千五百万已发展端口。

### DOCSIS over EPON 或称为 DPON
有线电缆数据传输系统服务接口规范（DOCSIS）PON，或者称为D-PON/DPON，是由几家公司提议，并由Cable Labs负责领导推动的，以现有的基于以太网的无源光网络（EPON、GEPON或10GigEPON）上的 媒体接入控制（MAC）和物理层（PHY）标准来实现DOCSIS服务层接口的一个无源光网络。对应的标准是DPoE（Docsis Provisioning of EPON）。截止2011年3月，该规范的I01版本已经由Cable Labs发布。
总体说来，DPON设备保持了运营商现有的基于DOCSIS的运营管理平台，并以EPON的大带宽能力取代基于HFC的有限带宽。
DPoE技术使得EPON的OLT像一个DOCSIS电缆调制解调器终端系统（CMTS）平台，而ONU/ONT则可以对应于CM。
一些DPON系统为了发送包括以太网LAN和以太网虚有私有链接（EVPL），和点到点以太网传输（ELINE）服务的以太网传输服务，也许可以选择支持城域以太网论坛（MEF）9和14标准。在这些实例中DPON系统也可一扮演一个IP/MPLS提供者边缘（PE）路由器。

### RF-PON，或称RFoG
广播频率PON或者玻璃上的广播频率（RFOG）或者混合光纤同轴PON（HFC-PON）或者电缆PON，是传输现有通过PON电缆传输（通常是通过混合光纤和同轴电缆）的RF信号的一种无源光网络，传输在RF-PON的正向是一个独立的点到多点系统 或者一个通过现存PON如GPON或者GEPON/EPON的光覆盖。RF-PON的覆盖工作是和一些CWDM PON或者潜在的WDM-PON覆盖工作相同的。相反RF支持是被传输上联或者返回RF到一个单独的lamda从PON返回波长提供的。因为标准没有完成所以实施根据提供者有所不同。电缆和电信工程师社会（SCTE）接口实施子委员会（IPS）第五工作组正在致力于IPS 910 RF 在玻璃上。RF-PON提供对于现有RF模式技术的向后兼容，但没有对RF基础服务提供额外的带宽。这意味着在只有光纤可以到达而电缆不能提供或者可行的地点支持RF技术。这项技术是标记于向电缆电视操作者和他们现有的HFC网络。

### WDM-PON
波分复用PON，或者称为WDM-PON，这是一种被一些公司最先使用，并利用多光波长从而增加到终端用户的上联和下联可用带宽的无源光网络。 
WDM-PON能够在更长距离上提供更多带宽通过奉献更多的生光带宽给每一个用户，并且通过增加链接损失预算到每一个波长，使在每一个分束器导致的光衰耗降低敏感，WDM-PON的多波长是一个能够被应用到每一个单独的光网络单元（ONU）到一些虚拟PONs的共存在一些物理公共建设。或者波长能够被收集通过通过统计复用从而保证波长唯一和ONU更低的延迟经验。没有一个WDM-PON标准被没有异议的被所有组织接受。根据一些WDM-PON的定义，WDM-PON对每一个ONU都有一个专用的波长一些其他更自由的定义建议在任何一个方向上使用了多于一个波长的PON就是WDM-PON。在没有一个无异议的定义的情况下，让WDM-PON的提供商指出一个没有偏见的列表是困难的。

## 无源光网络的赋能技术
依据PON的拓扑结构，它的上联传输模式（如ONU到OLT）和下联传输模式（如OLT到ONU）是不同的。对下联传输来讲，OLT以连续模式（CM）向用户发送光信号广播。举例来说，下联通道总存在数据光信号。然而，在下联通道，ONU能够以连续模式传输光数据信号。这样所有的从ONU传输的信号都会通过功率分配器（作为功率耦合器）汇聚（随着衰减）和重叠到一个光缆。为了解决这一问题，上联通道采用了突发模式传输（BM）。当被分配一个时隙和需要被传送时，给定的ONU传送一个光包，并且所有的ONU通过时分复用模式（TDM）来分享上联通道。当ONU不是在同一间隔同步传输光包时，或者OLT和给定的ONU之间的距离是随机的时候，这个突发模式光包，包与包之间通过OLT被接受的间隔是不相同的。当OLT与ONU之间的距离是不同一的时候，被OLT接受的光包可能有不同的振幅。（),补偿间隔不同和振幅不同突发模式时钟和数据恢复（BM-CDR）和突发模式放大器（例如，突发模式 TIA）需要被分别调用。此外，突发模式传输点要求传输者工作在突发模式下。这样一个突发模式传输者能够在短时间之内被打开或者关闭。上述三种电路在PON中的副本在点对点连续模式光通信链接中是非常不同的。

## 光纤到户
无源光网络不用使用电源组件去划分信号。信号分布的使用分束器。区别于制造商，每一个分束器通常把一根光纤划分成16，32或者64根子光纤，并且一些分束器能够聚合一个单独的电缆。一个分束器不能提供任何交换或者缓冲能力；这种连接被称为点到多点链接对于这样的连接，用户端光网络终端必须执行一些要求不能被其他方法实现的特殊功能。例如，依据路由能力的缺失，每一个信号离开中央办公室（co）必须被广播给所有的被同一分光器下的用户（包括那些不是被预期的信号）。因此在光网络终端过滤掉预期给其他用户的信号。还有，当分束器不能执行缓冲，每一个单独的光网络终端必须和一个复用系统协调工作以保障离开用户的信号在交叉点上不发生碰撞。两种复用方式都可以实现：波分复用和时分复用。波分复用中，每一个用户使用一个单独的波长来传输信号。在时分复用中，用户“轮流”传输信息。在2007年早期，只有时分复用是技术上可行的。和有源光网络相比，无源光网络的优点和缺点都非常明显。无源光网络避免了调用复杂的室外电子设备。无源光网络也同时允许传输简单的模拟电视信号的模拟信号广播。然而，因为每一个信号必须被推送给所有同一个分束器下的用户（相对于仅一个信号的交换设备），中央办公室必须配备一个特别强有力的称为光路终端（OLT）的传输设备。另外，因为每一个用户的光网络终端必须传送所有的通路到中央办公室（而不是仅仅发到最近的交换设备），用户不能像有源光网络一样的远离中央办公室。